# 工運年鑑
工運年鑑，是2006年至2011年間，由台灣社運媒體苦勞網特約記者孫窮理等人，與世新大學社會發展研究所副教授陳政亮合編，以一年為單位，紀錄台灣勞工運動的系列書籍。工運年鑑嘗試以「工運為主體」編撰年鑑，本書主要內容分為大事記、補訪及評論，是苦勞網報導新聞事件後，重新沈澱、整理的產物。

## 書籍資訊
工運年鑑共三本，由苦勞網（台灣勞工資訊教育協會）和世新大學社會發展研究所聯合出版：

### 工運年鑑 2003.06-2004.05
本書於2006年出版，作者為世新大學社會發展研究所副教授陳政亮，以及苦勞網特約記者孫窮理、李育真、歐陽萱等四人。

### 工運年鑑2004.06-2005.05
本書於2007年12月出版，作者為陳政亮、以及苦勞網特約記者孫窮理和李育真，以及世新大學社會發展研究所研究生陳秀蓮、楊宗興、楊億薇等六人。
本書記錄2004年6月至2005年5月的勞工運動，涵蓋事件包括：
- 勞委會通過「勞退金新制」
- 興達、耀文、華隆、飛盟等關廠欠薪抗爭
- 政府單位約聘僱人員欠缺勞基法保障、勞動條件不穩定
- 中華電信工會罷工投票，以及517行動失敗
- 銀行員工會展開反對「二次金改」的行動
- 「勞動三法」（即《工會法》、《團體協約法》及《勞資爭議處理法》）在立法院兩次闖關失敗

### 工運年鑑2005.06-2006.05
本書亦稱「2005/6~2006/5工運年鑑」，於2011年6月出版，作者為陳政亮、以及苦勞網特約記者孫窮理和陳寧，以及世新大學社會發展研究所研究生柳琬玲、楊億薇等四人。

## 評價
- 2008年1月31日，苦勞網特約記者蔡志杰（高雄市人民團體聘僱人員職業工會研究員）發表《工運年鑑2004.06-2005.05》的書評。對於年鑑關注國家勞動政策與法令的部分，蔡志杰評論：「我覺得比較可惜的是，作者似乎專注於揭露，而有點忽略了揭露的所在為何。」他認為，書籍漏未進一步呈現「工運內在的動員與組織能量，到底出了什麼問題？勞退新制闖關之際，反對個人帳戶制的力量，又是在什麼主客觀情況下無力抵抗呢？」此外，蔡志杰亦提到，工運團體大聲反對立法規範派遣勞動，但基層工會幹部的心態未必與工會高層一致，「年鑑如何面對這樣的現象」？最後，蔡志杰指出，「年鑑的成敗基礎並非只是在編輯者身上，還在於各個工運行動者與讀者的反喟。」然而，若工運年鑑不只是討論公部門和資方的蠻橫，還要討論工運內部的缺失和方向等問題，「大家願意把自己的「家醜」外揚嗎？」[5]
- 2011年8月20日，中央研究院社會學研究所研究員、政治大學社會學系合聘教授張晉芬發表《2005/6~2006/5工運年鑑》的書評。張晉芬表示，「我推薦大家應該人手一冊《工運年鑑》。本書是學者們做研究、了解台灣勞工現況的工具書」。此外，她認為本書有「達到說故事、寫歷史的效果」，原因是「編輯策略的成功」。張晉芬解釋：「這本書不只是記錄和分析「大事」，而是將發生過、找得到的事件都儘可能詳實記載。細節是重要的。唯有透過事件發生過程中具體的內容和話語，讀者才會對於事件留下印象、才會感知到衝突和何謂「不公不義」。」[6]

## 外部連結
- 苦勞網 （页面存档备份，存于）
- 工運年鑑2003.06-2004.05[永久]